# Adolfo Feragutti Visconti
Adolfo Feragutti Visconti, (Pura, 25 maart 1850 - Milaan, 10 maart 1924) was een Zwitsers-Italiaans kunstschilder uit de 19de eeuw.

## Biografie
Adolfo Feragutti Visconti werd geboren in Pura, in het Italiaanstalige kanton Ticino, in het zuiden van Zwitserland, dat op dat moment sinds twee jaar een Bondsstaat was.
Hij studeerde aan de Academie voor Schone Kunsten van Brera (Accademia di Belle Arti di Brera) in de Italiaanse stad Milaan, samen met Giuseppe Bertini en met Bartolomeo Giuliano.
In 1881 kende hij een eerste succes met het werk Jus primae noctis. Tien jaar later, in 1891, wint hij de Prins Hubertprijs voor het werk Ritratto di signora.
Hij overleed in Milaan op 10 maart 1924.

## Bekende werken
- Critoforo Colombo (Palazzo Crespi in Milaan)
- Jus primae noctis, 1888 (Kasteel van Milaan)
- Maghe persiane (Cacciamuseum in Lugano)

## Galerij

Schilderijen van Adolfo Feragutti Visconti
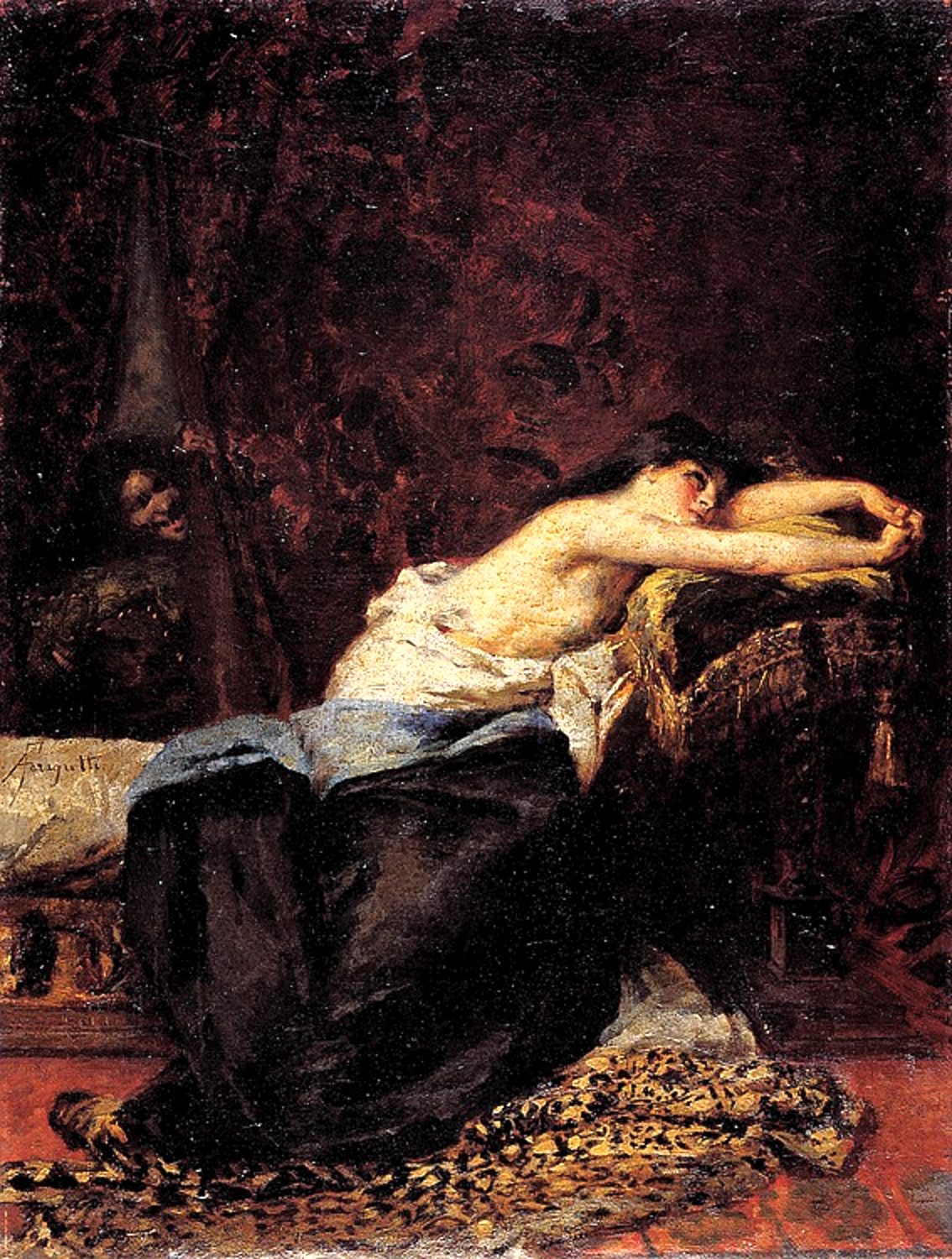
Jus primae noctis, 1888, Museo Villa del Cedri, Bellinzona
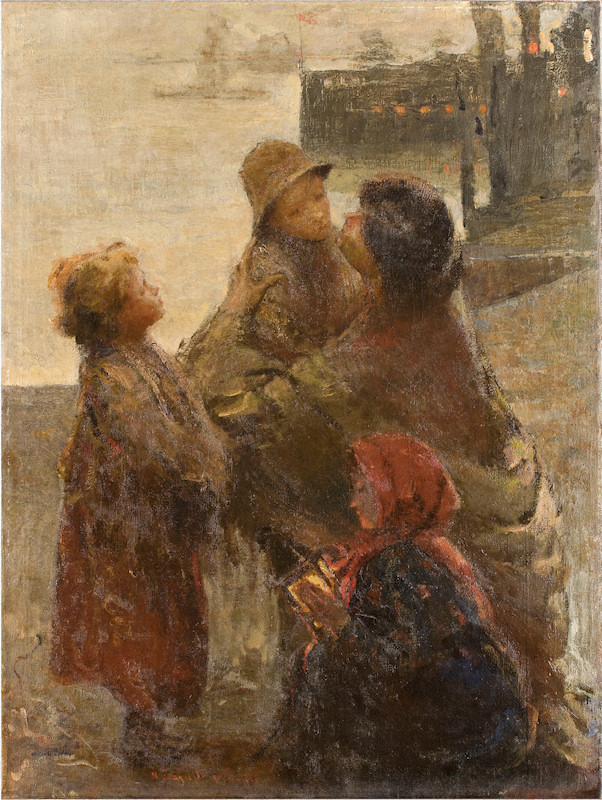
Ricordati della mamma, 1903.
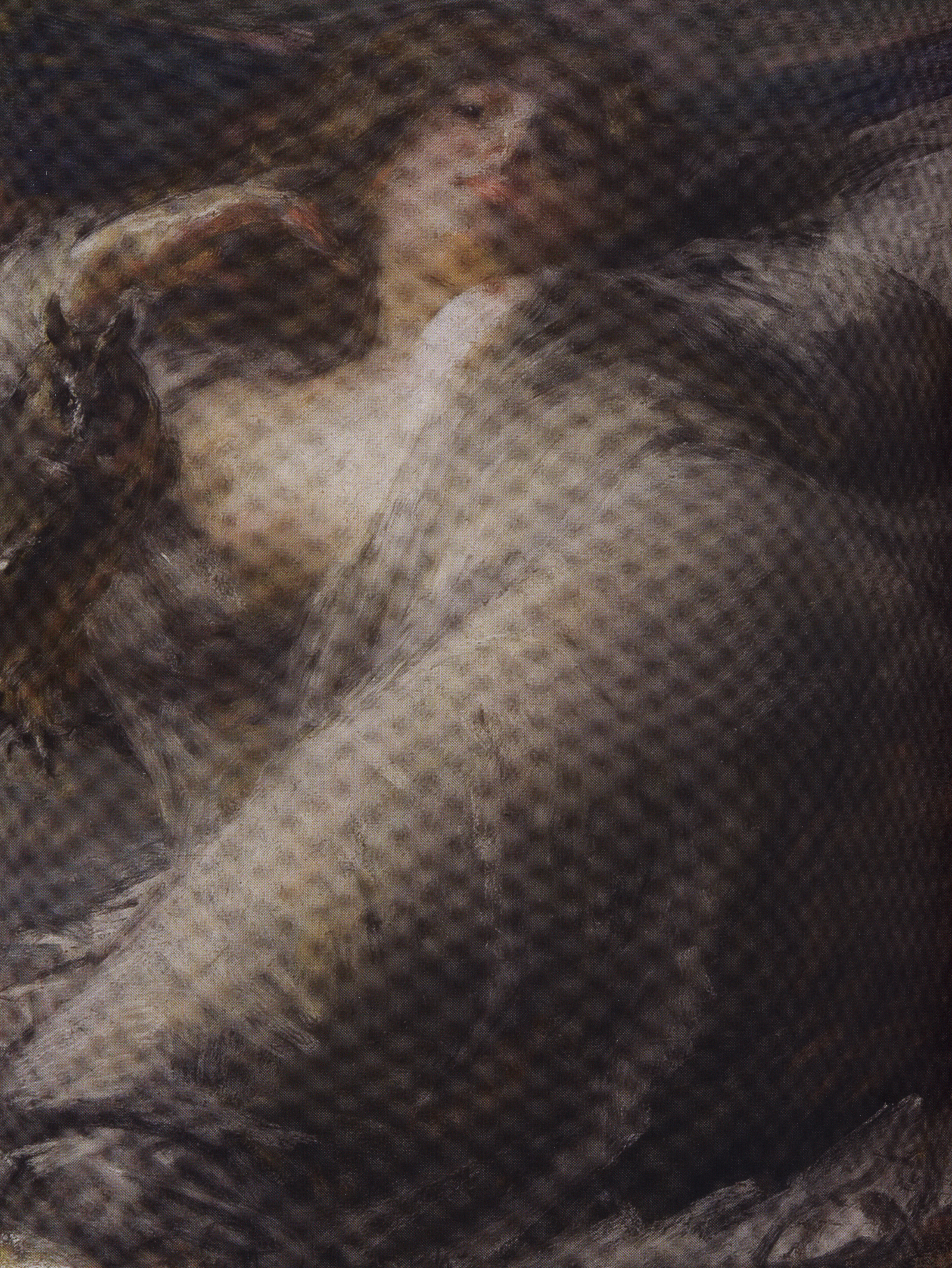
Die persischen Magierinnen, 1904.

- Bibliothèque nationale de France: cb14968214p (data)
- Gemeinsame Normdatei: 131633511
- Historisch woordenboek van Zwitserland: 044613
- International Standard Name Identifier: 0000 0000 6663 3258
- Library of Congress Control Number: n85129162
- Réseau des bibliothèques de Suisse occidentale: 02-A003237786
- RKD-Nederlands Instituut voor Kunstgeschiedenis: 261049
- Istituto Centrale per il Catalogo Unico: LO1V154559
- SIKART: 4005104
- Système universitaire de documentation: 157323773
- Union List of Artist Names: 500005993
- Virtual International Authority File: 61820766
- WorldCat: E39PBJjT4jv7MXg7j88R34HjYP